# Trường Trung học phổ thông Phạm Hồng Thái
Trường Trung học phổ thông Phạm Hồng Thái là một trường phổ thông công lập của thành phố Hà Nội. Trường tọa lạc tại phường Cống Vị, quận Ba Đình, thành phố Hà Nội thành lập năm 1976.

## Lịch sử
Trường THPT Phạm Hồng Thái có tiền thân là trường Trung học Trung Hoa đặt tại số 67 phố Phó Đức Chính, Hà Nội. Năm 1976, theo quyết định của Ủy ban Nhân dân Thành phố Hà Nội, trường THPT Phạm Hồng Thái (Ba Đình, Hà Nội) được thành lập. Năm 1992, Sở Giáo dục và Đào tạo Hà Nội đầu tư cơ sở vật chất và chuyển trường về cơ sở mới ở số 1 phố Nguyễn Văn Ngọc, phường Cống Vị, quận Ba Đình, Hà Nội.

## Cơ sở vật chất
Khuôn viên trường có diện tích 1 ha. Trường chia thành hai khu gồm khu giảng dạy và khu giáo dục thể chất. Khu giảng dạy gồm các lớp học, hệ thống các phòng chức năng, và tòa nhà làm việc của cán bộ giáo viên. Khu giáo dục thể chất bao gồm nhà giáo dục thể chất, sân bóng rổ và sân bóng đá.

## Đào tạo
Trường chia học sinh theo 5 ban: Ban A (Toán, Lý, Hóa), Ban A1 (Toán, Lý, Anh), Ban B (Toán, Hóa, Sinh), Ban C (Văn, Sử, Địa), Ban D (Toán, Văn, Anh).

## Thành tích
Trường THPT Phạm Hồng Thái được công nhận trường chuẩn Quốc gia vào năm 2009.

## Tranh cãi
Năm 2017, bà Phạm Thị T. A, một giáo viên công tác tại trường, đã gửi đơn thư tố cáo ông Nguyễn Thế Hưng, khi đó là hiệu trưởng nhà trường. Đơn thư cáo buộc nhà trường về một số sai phạm, trong đó có không thực hiện đầy đủ chính sách đối với giáo viên, chỉ đạo tổ chức dạy thêm và học thêm trái quy định, ông Hưng vẫn hưởng chế độ phụ cấp đứng lớp từ 2011 đến 2014 dù không trực tiếp giảng dạy, quản lý cơ sở vật chất không đúng quy định, cùng một số nội dung khác. Các lãnh đạo nhà trường đã phủ nhận mọi cáo buộc được đưa ra. Văn bản trả lời đơn thư tố cáo cũng gây tranh cãi khi bị nghi ngờ đã qua chỉnh sửa.